# John W. Lawrence
John Watson Lawrence (* August 1800 in Flushing, New York; † 20. Dezember 1888 ebenda) war ein US-amerikanischer Politiker. Zwischen 1845 und 1847 vertrat er den Bundesstaat New York im US-Repräsentantenhaus.

## Werdegang
John Watson Lawrence wurde Anfang des 19. Jahrhunderts in Flushing geboren und wuchs dort auf. Er besuchte örtliche Schulen und war dann als Kontorist (mercantile clerk) tätig. Zwischen 1835 und 1845 war er Präsident der Ortschaft Flushing. In den Jahren 1840 und 1841 saß er in der New York State Assembly. Er ging eingehend Bankgeschäften nach. Politisch gehörte er der Demokratischen Partei an. Bei den Kongresswahlen des Jahres 1844 wurde Lawrence im ersten Wahlbezirk von New York in das US-Repräsentantenhaus in Washington, D.C. gewählt, wo er am 4. März 1845 die Nachfolge von Selah B. Strong antrat. Da er im Jahr 1846 auf eine erneute Kandidatur verzichtete, schied er nach dem 3. März 1847 aus dem Kongress aus. Lawrence lehnte auch eine demokratische Nominierung zum Vizegouverneur von New York ab. Er ging dann seinen Bankgeschäften wieder nach. Zwischen 1860 und 1875 war er als Trustee der Ortschaft Flushing tätig. Er starb dort am 20. Dezember 1888 und wurde auf dem Flushing Cemetery beigesetzt.